# Duck Down

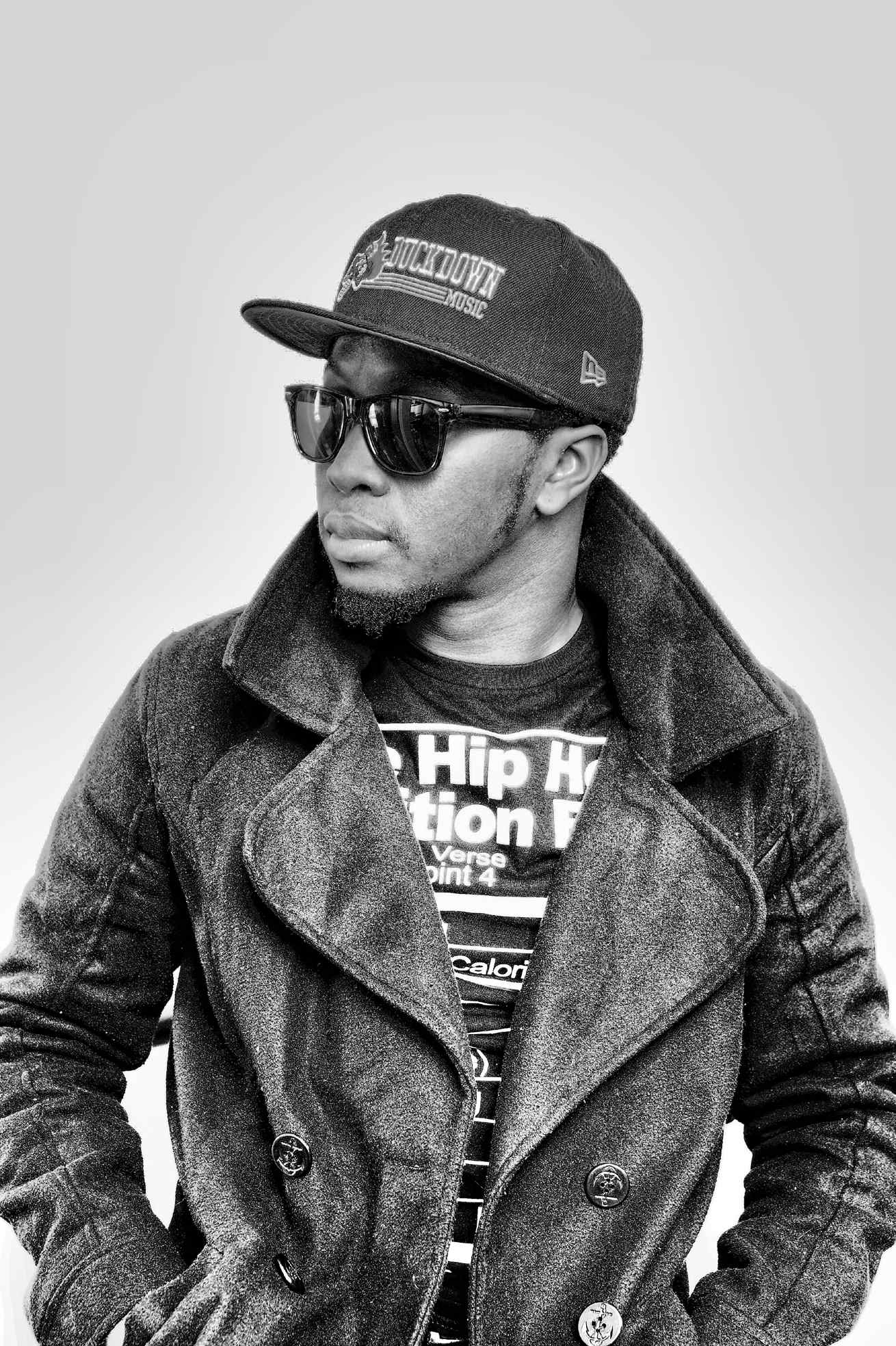
Der Duck Down-Musiker Promise mit einer New Era Cap des Labels

Duck Down ist ein US-amerikanisches Musiklabel im Bereich des Hip-Hop. Der Geschäftssitz ist in New York City. Es werden verschiedene Firmennamen verwendet, zum Beispiel Duck Down Music, Duck Down Records und Duck Down Entaprizez. Das Label ist vor allem bekannt als musikalische Heimat der Boot Camp Clik.

## Geschichte
Duck Down wurde 1994 von Dru Ha (Drew Friedman) und Buckshot (Kenyatta Blake) gegründet. Benannt wurde das Geschäft nach dem Lied „Duck Down“ von Boogie Down Productions. Zunächst handelte es sich dabei um ein Musikmanagementunternehmen, dass die Gruppen Black Moon (in der Buckshot Mitglied ist) und Smif-N-Wessun vertreten sollte. Im folgenden Jahr wurde es zum Musiklabel erweitert, nachdem die Musik der beiden zuvor genannten Gruppen die Aufmerksamkeit von Priority Records erregt hatte. Duck Down schloss schließlich einen Vertriebskontrakt mit Priority ab und nahm als weitere Gruppen Heltah Skeltah und die Originoo Gunn Clappaz unter Vertrag, sodass die Boot Camp Clik als Vereinigung aller bis dahin bei Duck Down organisierter Rapper entstand.
Bis 2000 wurden insgesamt 9 Alben in Zusammenarbeit mit Priority Records veröffentlicht, von denen sich 7 in den Top 50 der Billboard 200 platzieren konnten. Danach wurde der Distributionspartner gewechselt und die CDs und DVDs Duck Downs wurden in den Vereinigten Staaten von Amerika und Kanada von Koch Records vertrieben, während die digitalen Produkte direkt über den iTunes Store angeboten wurden.
2005 wurde in Zusammenarbeit mit Marc Ecko die Marketingkampagne „Triple Threat“ (englisch für „dreifache Bedrohung“) durchgeführt. Dabei wurden innerhalb eines Jahres die drei Alben „Monkey Barz“ von Sean Price, „Chemistry“ von 9th Wonder & Buckshot und „Reloaded“ von Smif-N-Wessun herausgegeben, deren Cover alle von Ecko im gleichen Stil gestaltet wurden. Charterfolge blieben dabei jedoch aus, nur „Monkey Barz“ und „Chemistry“ gelangten in einige Spartencharts des Billboard-Magazins.
Dennoch expandierte das Label ab 2007 und nahm erstmals Künstler ohne direkte Verbindung zur Boot Camp Clik unter Vertrag. Unter anderem erschienen Werke von B-Real, Plug 1 und Plug 2 von De La Soul, KRS-One, Murs, Fashawn, Pete Rock, Pharoahe Monch und Statik Selektah.
Insgesamt wurden in der Geschichte des Labels mehr als 50 Alben veröffentlicht, von denen kumuliert über 3,5 Millionen Exemplare abgesetzt wurden.

## Weitere Aktivitäten
Neben der klassischen Veröffentlichung von Musik bemüht sich Duck Down auch die vertraglich gebundenen Künstler und deren Lieder in Marketingkampagnen bekannter Unternehmen unterzubringen. Zusammenarbeit gab es bislang zum Beispiel mit Belvedere, Coca-Cola, Pepsi, Reebok, Rockstar Games und Smirnoff.
Das gleiche Prinzip wird auch im Umgang mit Filmen, Fernsehshows und Videospielen umgesetzt. Musik aus dem Hause Duck Down wurde beispielsweise in Ohne Limit, Entourage, Gefährliche Gangs, Jersey Shore, Call of Duty: Modern Warfare 2 und Midnight Club: Los Angeles gespielt.
Darüber hinaus ist Duck Down auch im Talent Management tätig. So wurde 2010 und 2011 ein Wettbewerb durchgeführt, bei dem unbekannte Musiker eine Platzierung ihres Liedes im Spiel NBA 2K11 und dessen Nachfolger gewinnen konnten.